# Greiveldange
Greiveldange (en luxemburguès: Greiweldeng; en alemany: Greiweldingen) és una vila de la comuna de Stadtbredimus situada al districte de Grevenmacher del cantó de Remich. Està a uns 17 km de distància de la ciutat de Luxemburg.